# Lydiaster
Lydiaster is een geslacht van zeesterren uit de familie Goniasteridae.				

## Soort
- Lydiaster johannae Koehler, 1909